# Bushido (jeu de rôle)
 (février 2022).
Si vous disposez d'ouvrages ou d'articles de référence ou si vous connaissez des sites web de qualité traitant du thème abordé ici, merci de compléter l'article en donnant les références utiles à sa vérifiabilité et en les liant à la section « Notes et références ».
Pour les articles homonymes, voir Bushido (homonymie).
Bushido est un jeu de rôle américain de samouraï, paru en 1979 et se déroulant dans un Japon féodal médiéval fantastique. Il est thématiquement basé sur les films Chanbara, tels que ceux réalisés par Akira Kurosawa, dans lesquels les héros sont certes surhumains mais pas de manière excessive.
Conçu par Robert N. Charrette (en) et Paul R. Hume (en) et publié à l'origine par Tyr Games, puis Phoenix Games (en) et par la suite par Fantasy Games Unlimited, les éditions postérieures n'intégrent qu'un errata.
Le jeu a souffert de sa complexité et de l'absence de suivi.

## Conception et histoire éditoriale
Le jeu de rôle Bushido a été publié à l'origine en 1979 par Tyr Games (qui a rapidement cessé ses activités) mais a été plus largement publié en 1980 par Phoenix Games sous la forme d'un coffret. Cette édition comprend une carte du Nippon, un écran en trois volets, une feuille de personnage, le Book I, The Heroes of Nippon, le guide des joueurs et le Book II, The Land of Nippon, le guide du meneur de jeu. Toutes les illustrations du coffret original sont protégées par les droits d'auteur de Robert N. Charrette. Le jeu est ensuite vendu sous la forme d'un seul livre dans lequel les deux livres originaux sont combinés (sans autre modification).
Il est traduit en français par Anne Vétillard et édité en 1986 par Hexagonal.
En 1999, Mark Arsenault de Gold Rush Games a proposé une nouvelle édition du jeu mais n'a pas obtenu les droits de FGU[réf. souhaitée]. Ce projet est devenu Sengoku, qui utilise le système Fuzion.

## Univers de jeu
Nippon, le Japon fantastique, est décrit uniquement du point de vue général, religieux, social et fantastique. Il n'y a presque pas d'informations historiques ou géographiques.
Les aspects sociaux sont importants dans le jeu. Chaque personnage est assigné aléatoirement à la naissance à une classe dans la stricte hiérarchie féodale du Nippon - Samouraï, diverses classes de roturiers et Eta. Pour progresser, le comportement honorable et la loyauté envers le groupe social du personnage (le seigneur local, le clan ninja, le temple, le gang, etc.) sont aussi importants que la défaite des ennemis au combat.
À la discrétion du meneur, des monstres surnaturels peuvent apparaître dans le jeu.

## Système de jeu
Le système de jeu utilise les notions de classe/niveau et de compétence.

### Création des personnages
Il existe six classes — Bushi (combattants), Budoka (art martial), Yakuza (gangsters), Ninja, Shugenja (magiciens taoïstes) et Gakusho (prêtres, soit bouddhistes, soit shintoïstes):54 — et il y a six niveaux. Le joueur tire au dé son origine sociale, de samouraï à eta (intouchable). Il répartit ensuite des points entre des caractéristiques qui sont modifiées par sa classe. Puis il achète des compétences, dont le score est calculé à partir des caractéristiques et du niveau (1-6) de la classe, et éventuellement des sortilèges (les Shugenja et les Gakusho peuvent utiliser la magie).

### Mécanismes de résolution
Le jeu a de nombreux mécanismes fondés sur le dé à 20 faces et le niveau de la classe de personnage. Le degré de réussite est égal au
score - le résultat du dé
(comme dans Légendes).
Il dispose de nombreuses règles de campagne pour gérer les guerres et le temps « entre » les scénarios.

## Éditions
- 1979 : 1re édition, Tyr Games
- 1980 : 2e édition, Phoenix Games
- 1981 : 3e édition, Fantasy Games Unlimited
- 1981 : 3e édition révisée, Fantasy Games Unlimited

### Suppléments parus
- Valley of the Mists (en) de Robert N. Charrette, publié par Fantasy Games Unlimited en 1982
- Takishido's Debt de Steve Bell, publié par Games of Liverpool en 1983
- A Tale of Honor Lost de Jeffrey A. O'Hare, publié par Fantasy Games Unlimited en 2016
- Honor Bound de Stephen Dedman, publié par Fantasy Games Unlimited en 2016
- The Path of Honor de Stephen Dedman, publié par Fantasy Games Unlimited en 2019
- Ninja - Shadows Over Nippon, jamais publié[7]
- Aventures dans White Dwarf no 47 (Kwaidan d'Oliver Johnson et Dave Morris)
- Articles dans White Dwarf no 57 (Ninjas), no 85 (Entertainers)

#### Scénarios en français
- Séjour à Izuyima de Martin Latallo, publié dans Casus Belli no 15, Excelsior Publications en 1983
- La Menace de Hirato de Martin Latallo, publié dans Casus Belli no 21, Excelsior Publications en 1984
- Chinese Ghost Story d'André Foussat, publié dans Casus Belli no 47, Excelsior Publications en 1988
- Rencontre spirituelle d'Anne Vétillard,  publié dans Casus Belli no 50, Excelsior Publications en 1989

## Réception
Bushido a reçu des avis mitigés, de nombreux critiques louant l'ensemble des connaissances sur la culture japonaise, mais remettant en question la conception du jeu, très axée sur les chiffres.
Dans l'édition de juin-juillet 1979 de Different Worlds (en) (numéro 3), Stephen L. Lortz a trouvé les règles « bien écrites et logiquement ordonnées ». Il a également apprécié l'introduction de « pertinences », notant que cela « plaçait le Bushido en dehors de la catégorie “tuer et piller” des jeux de rôles […] On encourage les joueurs à diriger leurs personnages dans des situations sociales et politiques, ainsi que dans des situations de combat, cela fait beaucoup pour générer la saveur authentique du jeu ». Il conclut : « Je recommande vivement “Bushido” à ceux qui souhaitent mener une campagne fantastique basée principalement sur le mythe japonais et à ceux qui s'intéressent à l'art de la conception des jeux de rôle. ».
Dans l'édition de février 1980 de Dragon (numéro 34), D. Okada est déçu par « un nombre effroyable d'erreurs typographiques dans les règles… Elles empêchent parfois de comprendre ce qui est censé se passer. ». Okada a également noté un manque d'informations détaillées sur le Japon médiéval et a conclu par une recommandation prudente : « Malgré ces défauts, le jeu vaut le prix pour la personne intéressée à développer une vision plus cosmopolite. ».
Dans l'édition de juillet 1980 de The Space Gamer (numéro 29), Forrest Johnson n'est guère impressionné, déclarant : « Les fans de karaté et de samouraïs peuvent aimer ce jeu. Les étudiants sérieux devront attendre quelque chose de meilleur. » .
Dans l'édition de mars 1981 de Ares (numéro 7), Eric Goldberg (en) a critiqué le système de génération de personnages qui détermine certains aspects de manière aléatoire, mais utilise ensuite un système d'achat de points pour permettre au joueur d'optimiser le personnage. « Il y a un argument logique pour les deux méthodes — même en conjonction — mais le but de l'une va à l'encontre de celui de l'autre ». Goldberg a apprécié le code d'honneur du jeu qui, selon lui, « distingue “Bushido” de la plupart des autres jeux de rôle ». Mais pour le reste, il estime que Bushido n'est pas « remarquable » et ne le recommande qu'en demi-teinte : « “Bushido” est un mélange assez agréable de saveur surréaliste et de style D&D, et possède un système de jeu assez solide pour soutenir cette impression. ».
Dans l'édition d'août 1982 du White Dwarf Magazine (numéro 32), Mike Polling donne à Bushido une note de 10 sur 10, déclarant que c'est « peut-être le meilleur jeu que j'aie jamais vu… Le système de jeu est l'un des plus intelligents et des plus soigneusement pensés que j'aie jamais rencontrés. ».
Dans le numéro 15 du magazine de jeux français Casus Belli, Martin Latallo pense que les points forts du jeu « résident dans l'atmosphère et le réalisme qui se dégagent de ce cadre japonais. ». Latallo a apprécié la qualité de l'écriture, notant qu'« aucune des règles importantes n'est ambiguë ou laissée à la discrétion du meneur de jeu. ».
Dans l'édition de janvier-février 1985 de Different Worlds (en) (numéro 38), Scott Dillinger lui a donné une note moyenne de 3 étoiles sur 4, en disant : « Le professionnalisme se reflète dans tous les aspects de “Bushido” et la recherche et la conception de ce système se combinent pour donner aux joueurs l'opportunité d'apprendre et de vivre cette culture fascinante tout en s'amusant. Dans cette industrie, c'est tout ce que l'on peut demander. ».
En avril 1985, Imagine a consacré son numéro 25 aux jeux de rôle japonais et « extrême-orientaux ». Le jeu Bushido a été loué par Mike Brunton pour sa focalisation sur les « compétences non aventurières », indiquant en quoi il était différent de la version actuelle de Advanced Dungeons & Dragons.
Dans le numéro 35 de Casus Belli, Philippe Adolf critique la traduction française de Bushido par Hexagonal, et déplore « qu'il soit dommage qu'Hexagonal, qui publie “Bushido” en France, soit resté trop fidèle à l'original anglais, une présentation un peu vieillotte, ce qui se traduit par une mauvaise organisation des livrets (il est absurde d'attendre la page 45 pour expliquer la création d'un personnage !) ». Adolf conclut néanmoins : « Malgré ces quelques détails, “Bushido” reste le meilleur jeu de sa catégorie, avec une traduction fidèle à l'original. Les joueurs expérimentés qui ont la « voie du sabre » dans le sang ne pourront plus s'en passer ! ».
Dans les pages de son livre de 1987, Role-Playing Mastery (en), le co-créateur de Donjons et Dragons Gary Gygax mentionne Bushido dans sa courte liste de jeux de rôle remarquables.
Dans l'édition de juin 1988 de Dragon (numéro 134), Jim Bambra (en) compare les différents systèmes de jeux de rôle se déroulant au Japon, et trouve que Bushido est très complexe. « C'est un jeu pour les joueurs dévoués qui, dans leur quête d'action orientale, sont prêts à se battre avec des livres de règles qui font passer les textes de théorie nucléaire avancée pour de la lecture légère en comparaison ». Bambra trouve que le plus gros problème est la mauvaise organisation des règles. « Une refonte et une réorganisation de ce matériel contribueraient grandement à rendre le jeu plus accessible. Comparé à des jeux plus récents, le jeu “Bushido” est une œuvre d'enthousiasme, avec peu ou pas de réflexion sur la présentation ou la facilité d'utilisation. » Bambra trouve également que le système de génération de personnages est « difficile et complexe » et que les mécanismes du jeu « fontionnent assez bien mais sont parfois alambiqués ». Bambra souligne également qu'au cours de la décennie écoulée depuis la publication de Bushido, seuls deux suppléments d'aventure ont été publiés, laissant tout le travail de création d'une aventure à chaque meneur de jeu. Bambra  conclut que les nouveaux systèmes de jeu offre une plus grande facilité d'utilisation. « Si vous cherchez un système autonome, jetez un coup d'œil au jeu “Bushido”. Mais si l'accessibilité et la facilité d'utilisation sont vos principales exigences, restez à l'écart. Les deux autres suppléments examinés ce mois-ci, Runequest : Land of Ninja (en) et Oriental Adventures (en), sont des modèles de présentation supérieurs et ils s'appuient sur des systèmes éprouvés et testés. Le jeu “Bushido” est destiné à ceux qui aiment la complication pour la complication. ».
Dans l'édition de juin 1989 de Games International (en) (numéro 6), Ian Marsh (en) a été impressionné par l'importance accordée aux aspects sociaux, spirituels et culturels, déclarant : « “Bushido” a développé l'idée qu'un jeu devrait être plus qu'un système de règles en faisant de la culture un élément fort du jeu. » Mais Marsh a noté que, par la suite, « son attrait pour les joueurs de jeux de rôle grand public est limité ». Il note également le manque d'aventures publiées, commentant que « quiconque achète “Bushido” doit développer ses propres scénarios, ce qui rend le jeu moins attrayant pour les arbitres qui ont déjà peu de temps pour diriger des parties ». Il conclut en donnant à ce jeu une note supérieure à la moyenne de 4 sur 5, en disant : « C'est un jeu culte, et rien ne changera cela […], ce qui est dommage car “Bushido” présente véritablement un défi de jeu de rôle. ».
Dans son livre de 1990 The Complete Guide to Role-Playing Games (en), le critique de jeux Rick Swan (en) le qualifie de « l'un des premiers et des plus réussis des jeux de rôles fantastiques avec un cadre oriental, profondément ancré dans l'histoire japonaise médiévale ». Cependant, Swan avertit que « ce n'est pas un jeu facile à apprendre — les règles ressemblent plus à celles d'une simulation militaire qu'à celles d'un jeu de rôle conventionnel — mais les joueurs expérimentés qui s'intéressent à l'époque devraient trouver beaucoup de choses à apprécier. ». Swan donne au jeu une note de 3 sur 4:43-44.
Dans le numéro 29 de Shadis (en) de 1996, Rob Vaux considère ce jeu comme « l'un des jeux de rôle les plus fouillés que j'aie jamais rencontrés ». Vaux pense que le système de jeu est « lourd et encombrant, mais le détail de l'explication de la culture, de l'idéologie, de la philosophie et de l'histoire japonaises est inégalé dans l'industrie. ».
Steve Faragher a fait une rétrospective de Bushido pour l'édition de mai 1996 d'Arcane, déclarant que « la politique et l'action allaient de pair avec “Bushido” et que le jeu avait une échelle épique innée. ».
Lors d'un sondage effectué en 1996 par les lecteurs du magazine Arcane, Bushido a été classé 17e des 50 jeux de rôle les plus populaires de tous les temps. L'éditeur Paul Pettengale a commenté : « Ceux d'entre nous qui ont eu le plaisir de jouer à “Bushido” sur une longue période ont remarqué que c'est un jeu qui se prête beaucoup plus à des campagnes qu'à des scénarios uniques. Par conséquent, il faut beaucoup d'efforts et de dévouement de la part des joueurs et de l'arbitre pour y jouer, et encore plus d'efforts pour le mener à bien. Néanmoins, l'effort est récompensé par du plaisir, bien qu'il s'agisse d'un plaisir quelque peu réservé et réfléchi, plutôt que le genre d'action plus fougueuse que l'on attendrait habituellement des jeux comme AD&D. ».
Dans son livre Monsters, Aliens, and Holes in the Ground paru en 2023, l'historien du jeu de rôle Stu Horvath note : « En dépeignant ces responsabilités sociales, “Bushido” devenait l'un des premiers jeux dont les mécanismes tentaient à la fois d'établir et de renforcer le thème du jeu… Et cela fonctionne, malgré quelques problèmes. »:47-49.

## Analyse
Olivier Caïra, universitaire spécialiste des jeux de rôle, note que Bushido est l'un des premiers jeux de rôle sur table consacrés à l'imaginaire médiéval nippon.